# 계산자

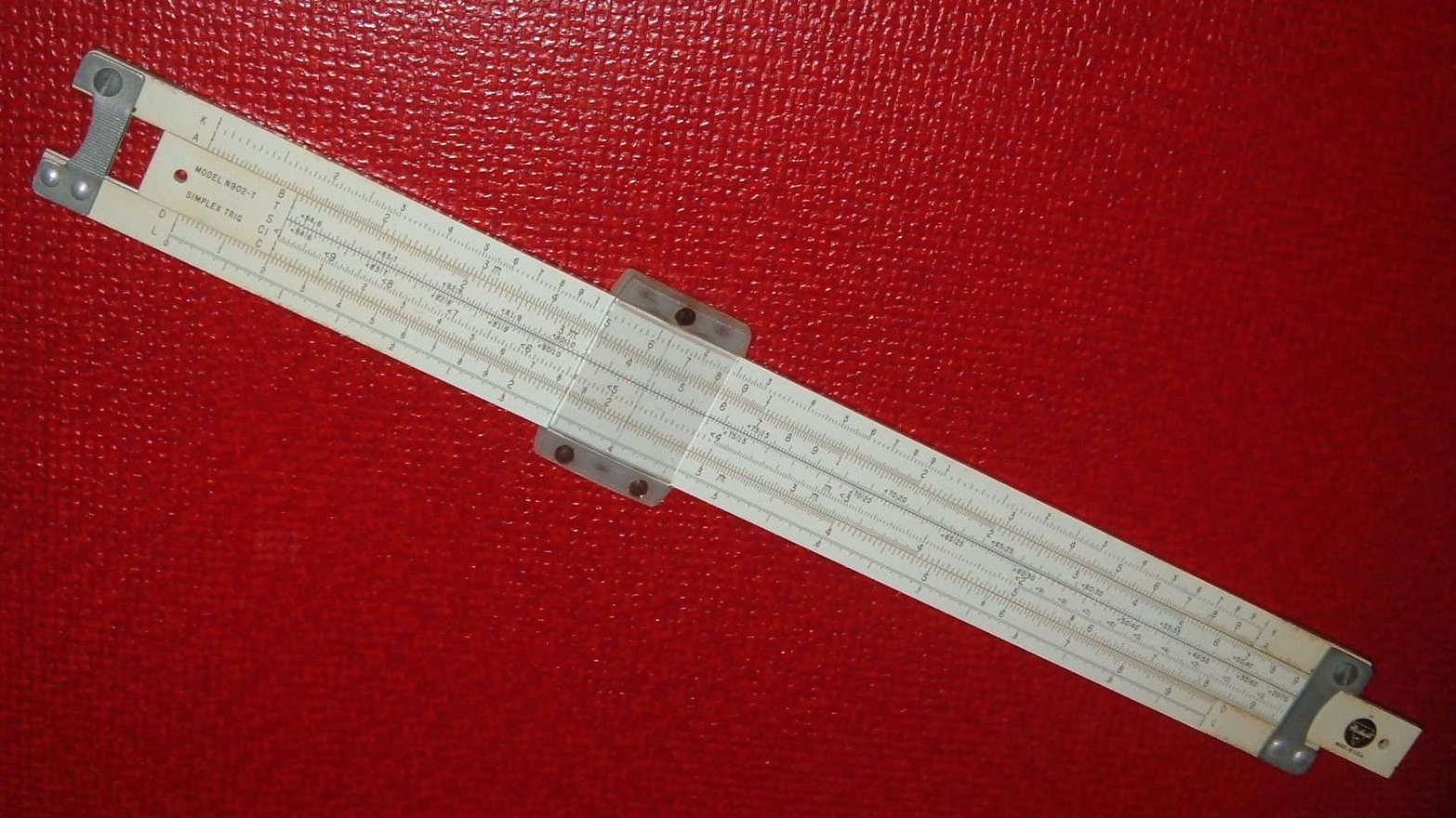
일반적인 10인치 학생용 계산자

계산자 또는 계산척(計算尺)은 기계식 아날로그 컴퓨터이다. 영어로는 슬라이드 룰(slide rule)이라고 하며, 미국에서는 구어적으로 슬립스틱(slipstick)으로 부른다. 계산자는 주로 곱셈과 나눗셈을 위해 사용되며 거듭제곱, 루트, 로그, 삼각법과 같은 함수를 위해서도 사용되지만 더하기나 빼기에 대해서는 일반적으로 쓰이지 않는다. 표준자와 이름과 모습이 비슷하지만 계산자는 길이를 재거나 직선을 그리기 위해 사용되도록 고안되지는 않았다.
계산자는 다양한 스타일로 존재하며 일반적으로 선형 또는 원형의 모습을 보인다.

## 역사

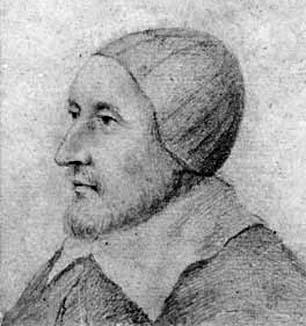
윌리엄 오트레드 (1575–1660). 계산자의 발명가.

존 네이피어가 로그 개념을 출간한 직후 계산자는 1620~1630년 즈음에 발명되었다. 1620년에 옥스퍼드의 에드먼드 건터는 단순한 대수 계산자를 갖춘 계산기를 개발했다. 추가적인 측정 도구와 함께 곱하기와 나누기를 하기 위해 사용이 가능했다. 1622년 경에 케임브리지의 윌리엄 오트레드는 2개의 휴대용 건터자를 한데 합쳐 현대의 계산자로 인식되는 장치를 개발하였다.

## 같이 보기
- 주판
- 부동소수점